# بود (میسیسیپی)
بود (به انگلیسی: Bude) شهرکی در ایالت میسیسیپی کشور ایالات متحده آمریکا است که جمعیت آن در سرشماری سال ۲۰۱۰ میلادی، ۱٬۰۶۳
نفر بوده‌است.